# أركم
أركم مدينة خيالية في ولاية ماساشوستس في الولايات المتحدة من اختلاق الكاتب لافكرافت فقد ذكرها في العديد من الروايات وخاصة تلك المرتبطة باسطورة كثولهو. من الخصائص المميزة لهذه المدينة أن بها معلمين مميزين وهما جامعة مسكاتونيك والمصحة النفسية التي يرسل إليها باتمان الأشرار المجانين. ظهرت المدينة في العديد من الأعمال الأدبية والسينمائية والتلفزيونية وفي لعب الفيديو.
1. 1 2 3  مذكور في: The Dictionary of Imaginary Places. المُؤَلِّف: ألبرتو مانغويل. الناشر: مَكْمِيلن ناشرون. لغة العمل أو لغة الاسم: الإنجليزية. تاريخ النشر: 1980.
2. ↑  "معلومات عن أركم على موقع comicvine.gamespot.com". comicvine.gamespot.com. مؤرشف من الأصل في 2020-11-05.